# انورخان اوریاخیل
انورخان اوریاخیل (زاده ۱۳۳۴ قره باغ ولایت کابل) سیاستمدار افغانستان و نماینده مردم ولایت کابل در دوره‌های پانزدهم و شانزدهم مجلس نمایندگان است. وی در مجلس شانزدهم نمایندگان افغانستان عضو کمیسیون امور داخلی می‌باشد.

## زندگی‌نامه
انورخان اوریاخیل زاده ۱۳۳۴ از ولسوالی قره باغ ولایت کابل می‌باشد. وی تحصیلات متوسطه خود را در لیسه قره‌باغ در سال ۱۳۵۶ به پایان رسانید.

## دیگر فعالیت‌ها
دیگر فعالیت‌های او:
- آمر عمومی جهادی.
- معاون شورای مصلحین سرتاسر افغانستان.
- نماینده مردم کابل در دوره‌های پانزدهم و شانزدهم مجلس نمایندگان افغانستان